# Hammer Smashed Face
Hammer Smashed Face is de eerste ep van de Amerikaanse deathmetalband Cannibal Corpse, uitgebracht in 1993 bij Metal Blade Records. De ep is ook uitgebracht als single met alleen de eerste drie tracks van de ep.

## Tracklist

### Ep
1. "Hammer Smashed Face" – 4:04
2. "The Exorcist" (Possessed cover) – 4:37
3. "Zero The Hero" (Black Sabbath cover) – 6:35
4. "Meat Hook Sodomy" – 5:47
5. "Shredded Humans" – 5:12

### Single
1. "Hammer Smashed Face" – 4:04
2. "The Exorcist" (Possessed cover) – 4:37
3. "Zero The Hero" (Black Sabbath cover) – 6:35